# Tum?

Tum? est un film indien de Bollywood réalisé par Aruna Raje sorti le 20 février 2004.
Le film met en vedette Manisha Koirala, Karan Nath et Netanya Singh dans un drame à suspense étrillé par la critique. 

## Synopsis
Kamini, une femme mariée et mère de deux adolescents, a une aventure d'une nuit avec un photographe. Cette infidélité suscite chez elle un fort sentiment de culpabilité et menace sa vie familiale dans laquelle son jeune amant réussit à s'immiscer. De plus, il la fait chanter pour qu'elle cède à ses avances.

## Distribution
- Manisha Koirala : Kamini
- Karan Nath : Jatin, le photographe
- Rajat Kapoor : Vinod, le mari

## Accueil
Tum? rencontre des difficultés avec la censure indienne qui exige 16 coupures dans trois scènes représentant l'actrice principale faisant l'amour. La réalisatrice refuse et obtient gain de cause mais le film sort avec un visa d'exploitation le réservant aux adultes.

### Critique
Tum? est mal accueilli par la critique qui lui reproche la faiblesse de sa réalisation et de son scénario mêlant maladroitement drame et suspense.

### Box-office
- Box-office en Inde : 34 900 000 roupies[3].